# Áno Kalésia
Áno Kalésia, en grec moderne : Άνω Καλέσια, est un village du dème de Malevízi, de l'ancienne municipalité de Gázi, dans le district régional d'Héraklion en Crète, en Grèce. Selon le recensement de 2001, la population d'Áno Kalésia compte 300 habitants. 
Le village est situé à une altitude de 170 mètres et à une distance de 300-400 mètres de Káto Kalésia (en français : Bas Kalésia). Selon le recensement de Castrofilaca (1583), le village existait sous le nom de Calessa Apano, avec une population de 88 habitants.

## Source de la traduction
- (el) Cet article est partiellement ou en totalité issu de l’article de Wikipédia en grec moderne intitulé « Άνω Καλέσια Ηρακλείου » (voir la liste des auteurs).